# Northrop Grumman MQ-8 Fire Scout
Northrop Grumman MQ-8 Fire Scout – bezzałogowy śmigłowiec rozpoznawczy opracowany przez firmę Northrop Grumman dla Sił Zbrojnych Stanów Zjednoczonych. Jego głównym zadaniem jest dostarczanie danych wywiadowczych i obserwacja pola walki. Pierwszy bezzałogowy statek powietrzny, który samodzielnie wylądował na pokładzie okrętu US Navy. 

## Historia
Program Fire Scout rozpoczął się w 2000 roku jako odpowiedź na zapotrzebowanie amerykańskich wojsk lądowych i Marynarki Wojennej USA na bezzałogowy system pionowego startu i lądowania. W trakcie prac koncepcyjnych i wstępnych testów prototypów wojska lądowe zrezygnowały z rozwoju tego typu konstrukcji na rzecz RQ-7 Shadow, natomiast marynarka kontynuowała prace. Pierwsza wersja, RQ-8A, oparta była na śmigłowcu Schweizer 330SP, co znacznie zredukowało koszty prac rozwojowych. Northrop Grumman-Ryan Aeronautical otrzymał kontrakt na rozwój dla tej konstrukcji, projekt był zarządzany przez Biuro Programów Pojazdów Bezzałogowych US Navy. W sierpniu i wrześniu 2003 r. przeprowadzono testy drona na pokładzie USS Denver. Już we wrześniu 2003 r. podjęto decyzję o rozwoju systemu i przyznano w styczniu 2004 r. kontrakt na ten cel, w ramach którego miało powstać siedem maszyn. 
W sierpniu 2005 projekt Fire Scout został przemianowany z RQ-8 ma MQ-8 aby odzwierciedlić jego wielozadaniowość, w tym zdolność do przenoszenia uzbrojenia. Kolejna wersja, MQ-8B, bazowała na modelu Schweizer 333 i została wprowadzona do służby w 2009 roku. Wersja MQ-8C, znana również jako Fire-X, oparta jest na śmigłowcu Bell 407 i została zaprojektowana w celu zwiększenia zasięgu oraz udźwigu. W 2021 r. ta wersja została wdrożona do służby w marynarce USA. Pierwszy egzemplarz nowego drona otrzymał USS Milwaukee (LCS-5)
W październiku 2022 r. US Navy wycofała z użytkowania maszyny MQ-8B. 

## Uzbrojenie i wyposażenie dodatkowe
Dron jest wyposażony w kamery pracujące w paśmie widzialnym i podczerwieni oraz dalmierz laserowy. Na jego pokładzie są montowane pakiety wyposażenia obejmujące morski radar śledzenia, urządzenia wywiadu łączności i walki elektronicznej oraz systemy wyrywania pól minowych (morskich i lądowych). Może być uzbrojony w pojemniki z niekierowanymi pociskami rakietowymi Hydra kal. 70 mm, pociski rakietowe Hellfire oraz bomby kierowane GBU-44 Viper Stike. 

## Wykorzystanie bojowe
Dron MQ-8B został wykorzystany przez amię USA podczas operacji w Afganistanie, jego głównym zadaniem był zwalczanie improwizowanych ładunków wybuchowych. W czasie tych działań utracono dwa egzemplarze MQ-8. W ramach 6200 lotów wylatano 16 600 godzin. W czasie protestów społecznych w Libii wzięły udział w działaniach związanych z operacją "United Protection".

## Wersje
- RQ-8A – prototypowa wersja oparta na śmigłowcu Schweizer 330SP. Posiadała podstawowe zdolności rozpoznawcze i była wykorzystywana głównie do testów,
- MQ-8B – wersja produkcyjna oparta na Schweizer 333. Wyposażona w zaawansowane systemy optoelektroniczne, radarowe oraz możliwość przenoszenia uzbrojenia, takiego jak rakiety APKWS. MQ-8B był wykorzystywany w misjach rozpoznawczych, wsparcia ogniowego, do wykrywania min oraz wskazywania celów dla uzbrojenia kierowanego[9],
- MQ-8C – wersja oparta na śmigłowcu Bell 407. Charakteryzuje się zwiększonym zasięgiem (do 150 mil morskich), dłuższym czasem lotu (do 12 godzin) oraz większym udźwigiem (ponad 700 funtów). Jest wyposażony w system elektrooptyczny FLIR Systems AN/AAQ-22D Bite Star II, w skład którego wchodzi kamera pracująca w paśmie widzialnym i podczerwieni oraz radar Leonardo AN12PY-8 Osprey 30[10].